# (11958) Galiani
(11958) Galiani (1994 EJ7) – planetoida z pasa głównego asteroid okrążająca Słońce w ciągu 3,47 lat w średniej odległości 2,29 j.a. Odkryta 9 marca 1994 roku.